# Alternatives théâtrales
Alternatives théâtrales est une revue des arts de la scène illustrée dont le siège est à Liège et les bureaux à Bruxelles. Elle est dédiée à la présentation, à l’étude et à analyse des arts de la scène dans ses multiples dimensions : écriture dramatique, répertoire, mise en scène, scénographie, chorégraphie...

## Description
Elle contribue à la constitution d’une mémoire du théâtre contemporain belge, européen et mondial. Trois numéros paraissent chaque année. Chaque numéro se consacre à un thème précis. La première parution date de juillet 1979.

## Derniers numéros parus
- n° 139, décembre 2019, "Nos Alternatives"
- n° 138, octobre 2019, "Arts de la scène et arts plastiques"
- n° 137, avril 2019, "Perspectives sur la scène contemporaine argentine"
- n° 136, juillet 2018, "Théâtre Musique. Variations contemporaines"
- n° 135, novembre 2018, "Philoscène, la philosophie à l'épreuve du plateau"
- n° 134, mars 2018, "institutions/insurrections" + dossier Transquinquennal
- n° 133, novembre 2017, "Quelle diversité sur les scènes européennes ?"
- n° 132, juin 2017, "Lettres persanes et scènes d'Iran"
- n° 131, mars 2017, "écrire, comment ?"
- n° 130, octobre 2016 : Théâtre National (Bruxelles) + dossier Joel Pommerat
- n° 129, juillet 2016 : Scènes de femmes
- n° 128, avril 2016: There are alternatives !
- n°126-127, octobre 2015: Amitié, argent...les nerfs du théâtre
- n°124-125, janvier 2015: Elargir les frontières du théâtre
- no 112, mars 2012 : Dominique Pitoiset, Le théâtre des opérations
- no 110-111, octobre 2011 : Krzysztof Warlikowski, Fuir le théâtre
- no 109, juillet 2011 : Le Théâtre en sa ville
- no 108, avril 2011 : Philippe Sireuil, Les coulisses d'un doute
- no 106-107, novembre 2010 : La Scène roumaine, les défis de la liberté